# Coquette de Lyon
'Coquette de Lyon' est un cultivar de rosier obtenu en 1870 par l'obtenteur lyonnais Claude Ducher. Il ne doit pas être confondu avec la variété portant le même nom, obtenue en 1859 par François Lacharme, classée comme rosier de Noisette.

## Description
Ce rosier thé présente de grosses fleurs pleines de couleur jaune canari en forme de coupe (26-40 pétales). Elles sont très parfumées. La floraison est remontante et peut durer jusqu'en décembre-janvier sous le climat méditerranéen. 
Sa zone de rusticité est de 6b à 10b. Il supporte donc le froid hivernal et est adapté pour le climat méditerranéen. Ainsi à la Belle Époque, ce rosier était recommandé par La Revue horticole de l'Algérie, bulletin de la Société d'horticulture d'Alger.
Son buisson érigé possède un feuillage vert clair avec 3 à 5 folioles.
Cette variété présente dans de grandes collections n'est plus commercialisée.
Anton Tchekhov l'avait fait planter dans le jardin de sa villa de Yalta en Crimée.